# Setodes alalus
Setodes alalus là một loài Trichoptera trong họ Leptoceridae. Loài này có ở Afrotropisch và miền Cổ bắc.